# Grudzień 2017

## 29 grudnia
- Zamach w Heluan.

## 28 grudnia
- W 80-milionowym  Iranie wybuchły antyrządowe demonstracje[1].

## 26 grudnia
- George Weah został wybrany na prezydenta Liberii[2]

## 25 grudnia
- Pięć osób zginęło, gdy na zaśnieżonej nawierzchni autobus wjechał do podziemnego wejścia stacji metra w Moskwie[3].

## 24 grudnia
- W Chinach został otwarty najdłuższy na świecie szklany most[4].
- Skazany na 25 lat więzienia, były prezydent Peru, Alberto Fujimori, został ułaskawiony przez obecnego prezydenta Pedro Pablo Kuczynskiego[5]

## 23 grudnia
- Co najmniej 37 osób zginęło w pożarze centrum handlowego w mieście Davao na południu Filipin[6].

## 22 grudnia
- Tajfun Tempin zabił na Filipinach 240 osób[7].
- W Peru odbyło się głosowanie nad impeachmentem prezydenta Pedro Pablo Kuczynskiego, zwolennicy odwołania prezydenta nie uzyskali wystarczającej liczby głosów[8].

## 21 grudnia
- Co najmniej 29 osób zginęło w wyniku pożaru wieżowca, w którym mieściło się centrum fitness, w mieście Jecheon w środkowej części Korei Południowej[9].
- Wybory parlamentarne w Katalonii.

## 18 grudnia
- Prezydent Austrii Alexander Van der Bellen zaprzysiągł pierwszy rząd Sebastiana Kurza[10].

## 17 grudnia
- W finale, rozgrywanych w Niemczech, mistrzostw świata piłkarek ręcznych Francja pokonała Norwegię 23:21[11][12].
- Sebastián Piñera zwyciężył w wyborach prezydenckich w Chile[13].
- Zakończyły się mistrzostwa Europy w pływaniu na krótkim basenie[14][15].

## 16 grudnia
- W finale rozgrywanych w Zjednoczonych Emiratach Arabskich klubowych mistrzostw świata w piłce nożnej Real Madryt pokonał Grêmio Porto Alegre 1:0[16].

## 14 grudnia
- Co najmniej sześć osób zginęło w zderzeniu autobusu szkolnego z pociągiem na przejeździe kolejowo-drogowym w gminie Millas na południu Francji[17].

## 13 grudnia
- Zaprzysiężono rząd Andreja Babiša[18].

## 11 grudnia
- Prezydent Polski Andrzej Duda powołał rząd Mateusza Morawieckiego.

## 9 grudnia
- ceremonia wręczenia Europejskich Nagród Filmowych.

## 8 grudnia
- Prezydent Polski Andrzej Duda przyjął dymisję rządu Beaty Szydło i desygnował na premiera Mateusza Morawieckiego[19].

## 6 grudnia
- Prezydent Donald Trump oficjalnie uznał Jerozolimę za stolicę Izraela i wydał Departamentowi Stanu polecenie rozpoczęcia procedury przenoszenia amerykańskiej ambasady do tego miasta, na mocy uchwalonej w 1995 ustawy o ambasadzie w Jerozolimie[20][21][22].

## 5 grudnia
- Zakończyły się rozgrywane w amerykańskim Anaheim mistrzostwa świata w podnoszeniu ciężarów[23].